# Michalis Dountas
Michalis Dountas (griechisch Μιχάλης Δούντας; * 3. Dezember 1932 in Thessaloniki; † 2. Dezember 2006) war ein griechischer Diplomat.

## Leben
Dountas studierte Rechtswissenschaft an der Universität Athen. 1958 trat er in den auswärtigen Dienst.
Von 1960 bis 1963 war er Konsul in Toronto. Von 1963 bis 1966 arbeitete er als Gesandtschaftssekretär erster Klasse und 1969 bis 1971 als Gesandtschaftsrat in Nikosia, wo er zwischen 1974 und 1979 als Botschafter tätig war. Von 1966 bis 1969 war er Gesandtschaftsrat in Washington, D.C.
1980 war er Botschafter in Norwegen und von 1987 bis 1988 Botschafter in Moskau.
Dountas war mit der Botschafterin Maria Zografou verheiratet.